# Мирная инициатива в Южной Азии
Мирная инициатива в Южной Азии (англ. South Asia Peace Initiative, SAPI) — миротворческий проект в Непале, способствует миру и сотрудничеству в регионе посредством консультаций с политическими и общественными лидерами в странах Южной Азии, является инициативой гражданского общества.

## Концепция

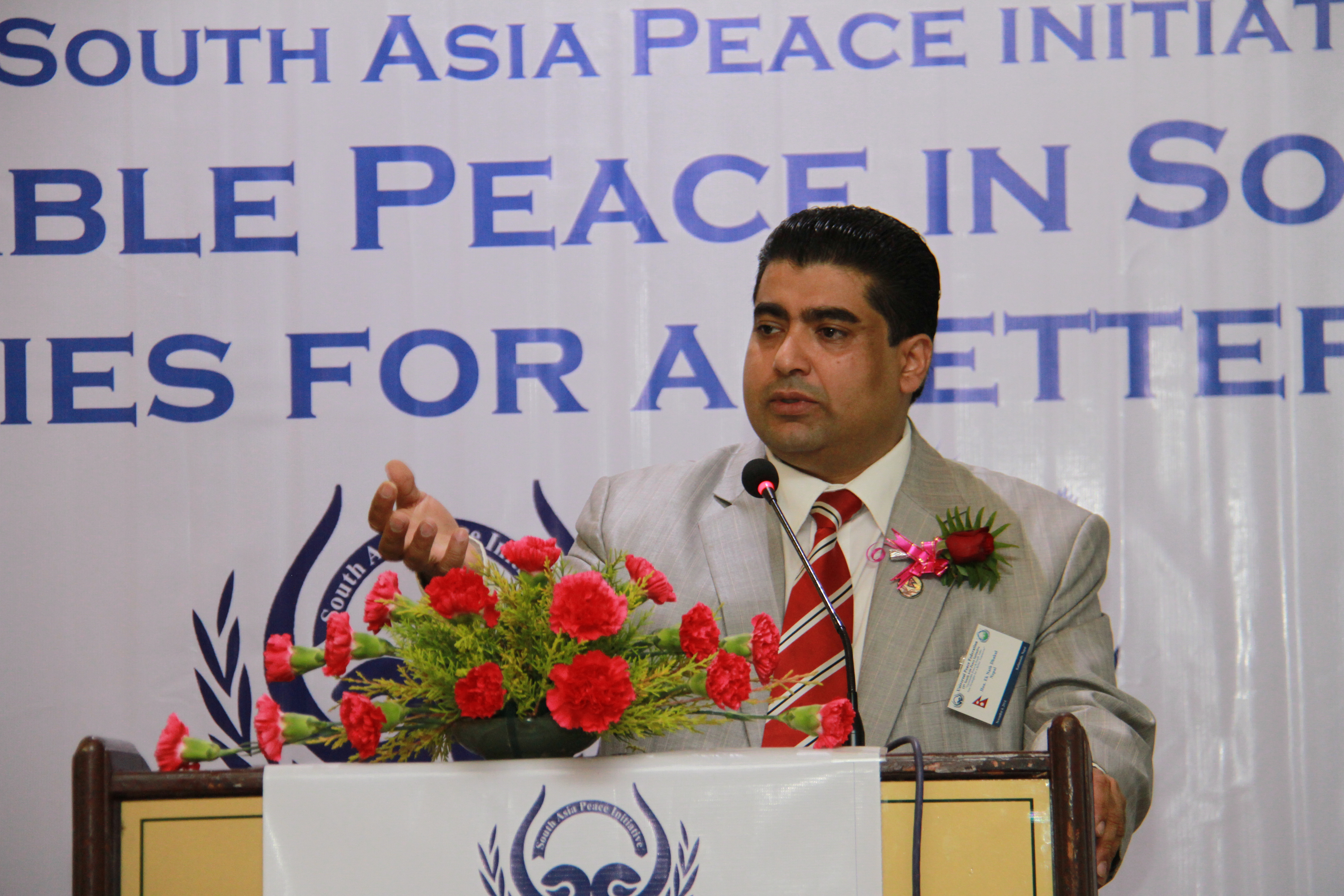
Дхакал выступает на 15-й конференции инициативы, Катманду, ноябрь 2014 года

Формы работы инициативы различны в зависимости от страны. В Непале в рамках инициативы проходят консультации на высоком уровне по разработке конституции страны и реструктуризации государства. В Афганистане —объединение людей из разных слоев общества для просветительских проектов на опустошенной войной земле. В Бангладеш — программы по содействию межрелигиозному диалогу и укреплению брака и семьи. В Индии — программы по развитию благого управления. В Пакистане — молодежные мероприятия для взаимопроникновения пакистанской и индийской культур. В Шри Ланке — преодоление религиозных предрассудков среди молодежи. Все программы инициативы подчеркивают важность ненасильственного установления мира.
Руководитель инициативы — бывший министр Министерства кооперативов и борьбы с бедностью правительства Непала, член парламента Непала Эк Нат Дхакал. Организатор инициативы по примирению в Непале — Федерация за всеобщий мир.

## Хронология

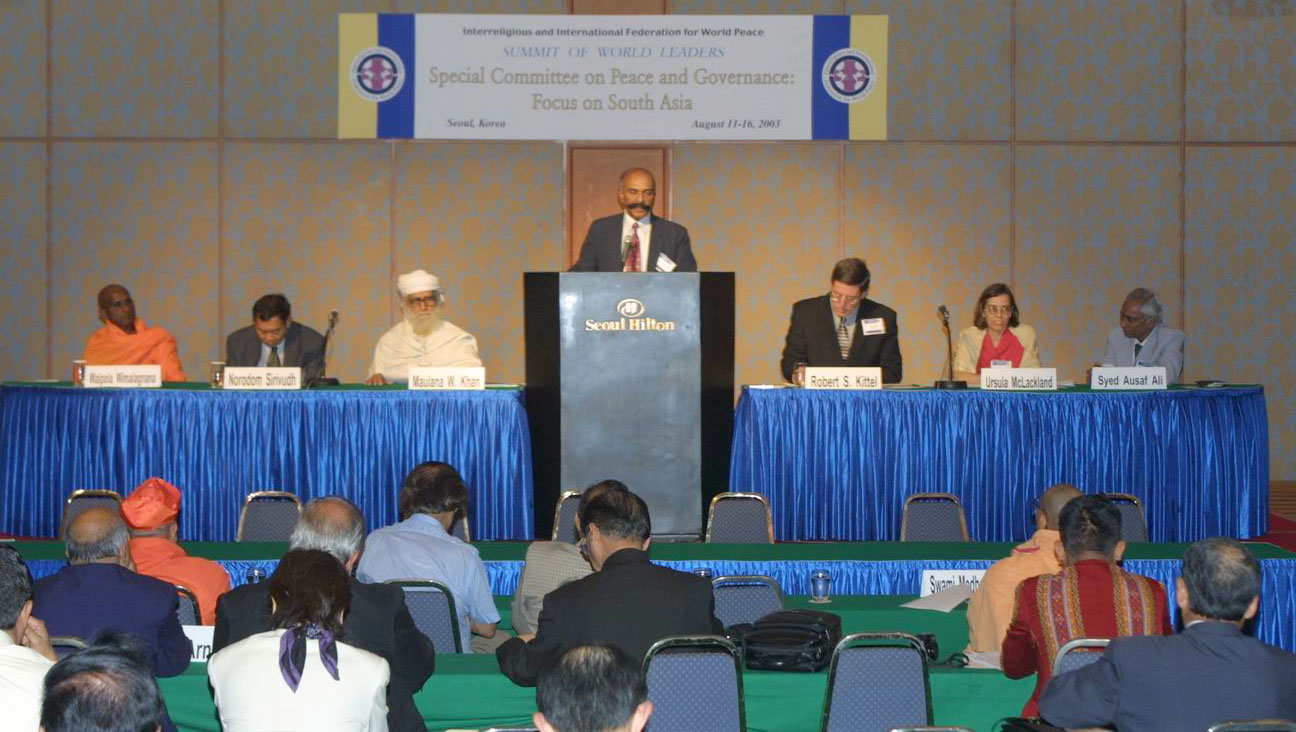
Заседание Мирной инициативы в Южной Азии, Сеул, Республика Корея, 13 августа 2003 года

В ходе инициативы состоялось 17 конференций инициативы в Непале, Индии и Афганистане.
- 22 июля в Лумбини «Инновационные подходы к миру через ответственное лидерство и хорошее управление» и 19 ноября 2005 года в Катманду, Непал[5].
- 12 ноября 2005 года, Университет Катманду, Дуликхель, Непал. «Конфликты в Южной Азии: ненасильственный вариант»[6]
- 15 марта 2006 грла, Катманду, Непал. «Региональные конфликты в Южной Азии: человеческое измерение»
- 26 июня 2006 года, Катманду, Непал «Права человека и обязанности человека: в конфликтных и постконфликтных ситуациях»
- 6 декабря 2006 года, Катманду, Непал. «В поддержку мирного процесса: роль национального и международного гражданского общества»
- 1 декабря 2007 года, Катманду, Непал. «Поддержка мирного процесса на уровне гражданского общества: национальная и международная перспектива»
- 23 декабря 2008 года, Катманду, Непал. «Проблемы управления ради устойчивого мира»
- 20 мая 2009 года, Катманду, Непал. «Восстановление доверия и примирение в продолжающемся мирном процессе»
- 23 июня 2009 года, Катманду, Непал. «Инновационные подходы к единству и миру в Азии»
- 30 апреля 2011 года, Катманду, Непал. «Содействие безопасности человека посредством трансформационного лидерства: общий вызов Южной Азии»[7]
- 15 декабря 2012 года, Кабул, Афганистан. «Инновационные подходы к устойчивому миру и развитию»
- 24 января 2013 года, Институт офицеров государственной службы, Нью-Дели, «Индия Взгляд Индии на мирный процесс в Непале»[8]
- 14 апреля 2013 года, Катманду, Непал. «Достижение значимой демократии в Южной Азии: вызовы и перспективы»[9]
- 7 августа 2013 года, Катманду, Непал. «Реализация мечты Южной Азии: Демократия, мир и развитие»[10]
- 8 ноября 2014 года, Катманду, Непал. «Устойчивый мир в Южной Азии: Новые стратегии для лучшего будущего»[11]
- 20 февраля 2015 года, Катманду, Непал. «Растущие вызовы от экстремизма к демократии: проблемы и ответы»[12]
- 4 октября 2015 года, Нью-Дели, Индия. «Последние события в Непале и индийско-непальских отношениях»[13]
- 1 октября 2018 года, Катманду, Напал. Азиатско-Тихоокеанский саммит[14][15].

## Внешние ссылки
- upf.org/ongoing-initiatives/south-asia-peace-initiative — официальный сайт Мирная инициатива в Южной Азии